# Peter P. Hopfinger
Peter Paul Hopfinger (* 27. Mai 1955 in Wien; † 3. Oktober 2022) war ein österreichischer Journalist und Autor.

## Werdegang
Hopfinger begann seine Karriere Ende der 1970er Jahre als Journalist bei der Tageszeitung Kurier. 1985 war er Ressortleiter der Jugendredaktion Insider bei der Neuen Kronen Zeitung und arbeitete bei den Magazinen WIENER und Basta sowie für andere Medien, wie beispielsweise das Magazin Top.
Er erkrankte 1995 an Diabetes mellitus, gründete 1996 das erste deutschsprachige Online-Magazin und in der Folge Diabetes Austria – die Initiative Soforthilfe für Menschen mit Diabetes, die Österreichs größte Diabetes-Plattform ist. 2014 wurde der von ihm entwickelte Diabetes-Notfall-Anhänger in die Sammlung des Deutschen Hygiene-Museums in Dresden aufgenommen.

## Werke
- Das große Diabetes Handbuch. Ueberreuter, Wien 2007, ISBN  978-3-8000-7170-8
- Wenn Diabetiker reisen. Krenn, Wien 2011, ISBN 978-3-9900511-2-2
- Backen und Kochen für Diabetiker.  Krenn, Wien 2016, ISBN 978-3-9900527-9-2
- Diagnose Diabetes: Typ 1, Typ 2, Typ 3 – Das große Handbuch für das Leben mit der Zuckerkrankheit. Kneipp Verlag in Verlagsgruppe Styria GmbH & Co. KG, Wien 2018, ISBN 978-3-7088-0737-9

## Auszeichnungen
- 2002 – Der 1. PHARMIG-Preis für Online-Gesundheitsjournalismus
- 2007 – NÖ-Xundpreis
- 2012 – Österreichischer Kommunikationspreis für innovative und vorbildliche Gesundheitskommunikation